# Provincia de Huasco
La provincia de Huasco es una de las tres en las que está dividida la Región de Atacama en Chile, siendo la que está más al sur. Cuenta con una superficie de 19.066 km² y posee una población de 73.133 habitantes. Su capital provincial es la ciudad de Vallenar.

## Historia

### Toponimia
El origen de la palabra Huasco no está del todo claro. Los historiadores concuerdan en que debería proceder del idioma quechua clásico, ya que recién en el año 1529 esta zona deja de pertenecer al Imperio incaico. Además muchas de las palabras quechuas llevaban las sílabas hua o huas, como huahua (quechua clásico: "niño pequeño"), que no son propias de otros pueblos indígenas norteños.
Asimismo los historiadores plantean que la zona debería llevar ese nombre en homenaje al duodécimo y penúltimo inca, llamado Huáscar (quechua clásico: "Cadena de oro") (* 1491 - † 1533). Y que la posterior influencia mapuche hizo cambiar la sílaba car (quechua clásico: "cadena") por la sílaba co (mapudungun: "agua" o "río").
En resumen, la palabra Huasco sería la superposición posterior de la palabra quechua Huas-car (quechua clásico: Huas "oro" y quechua clásico: car "cadena"). Así se infiere que los mapuches conocieron y asumieron que sus pobladores llamaran así a esta tierra; pero dicha palabra la tradujeron a su medida, respetando el huas (quechua clásico: "oro") y cambiando car por co (mapudungun: "río"). De esta manera Huasco sería la fusión de dos idiomas y significaría "Río de oro".

### Provincia ligada a laminería
La provincia de Huasco tiene una historia eminentemente ligada a la minería, y su aporte al desarrollo económico del país es incuestionable. El historial minero se inicia con los indígenas, en la época prehispánica, con testimonio de estos últimos en las minas Santa Catalina, El Zapallo y Camarones, con alusión al maray como instrumento de molienda. Se extiende a la etapa de expansión de la actividad con los españoles, y a la importancia que le dieron al oro y al cobre. Es posible observar el empleo del horno de manga como dispositivo para la fundición del cobre en los tipos de «los óxidos y los carbonatos». También existen antecedentes sobre minas en trabajo, del informe del Real Tribunal de Minería, de Juan Egaña (1803). Además, existieron importantes yacimientos de oro de Vallenar y Freirina; también los más afamados de cobre, de ambos, ahora, ex departamentos. Numerosas figuras de la industria como Gregorio Aracena, el cura Zavala y Nicolás Naranjo.

### Inundaciones de 2015
En marzo de 2015 la provincia fue abatida por un temporal que afectó desde Antofagasta hasta Coquimbo, con la consecuente crecida y desborde del río Copiapó, deslizamientos de tierra, personas aisladas por cortes de rutas, viviendas destruidas, personas damnificadas y desaparecidas, cortes de energía eléctrica y de fibra óptica. La presidenta Bachelet declaró estado de excepción constitucional en toda la región de Atacama, por lo que las Fuerzas Armadas tomaron el control de la zona.

## Comunas
| Código | Comuna          | Capital         | Superficie (km²) | Población (2017) | %      |
| ------ | --------------- | --------------- | ---------------- | ---------------- | ------ |
| 03301  | Vallenar        | Vallenar        | 7 084            | 51 917           | 69,78% |
| 03302  | Alto Del Carmen | Alto Del Carmen | 5 939            | 5 299            | 7,12%  |
| 03303  | Freirina        | Freirina        | 3 207            | 7 041            | 9,46%  |
| 03304  | Huasco          | Huasco          | 1 601,4          | 10 149           | 13,64% |
| Total  | Total           | Total           | 17 831,4         | 74 406           | 100%   |

## Economía
En 2018, la cantidad de empresas registradas en la provincia de Huasco fue de 893. El Índice de Complejidad Económica (ECI) en el mismo año fue de -0,29, mientras que las actividades económicas con mayor índice de Ventaja Comparativa Revelada (RCA) fueron Extracción de Minerales de Hierro (424,1), Municipalidades (34,88) y Servicios en Cementerios (29,89).

## Autoridades
Las autoridades son nombradas directamente por el Presidente de la República y se mantienen en su cargo mientras cuenten con su confianza.

### Gobernadores Provinciales (1990-2021)

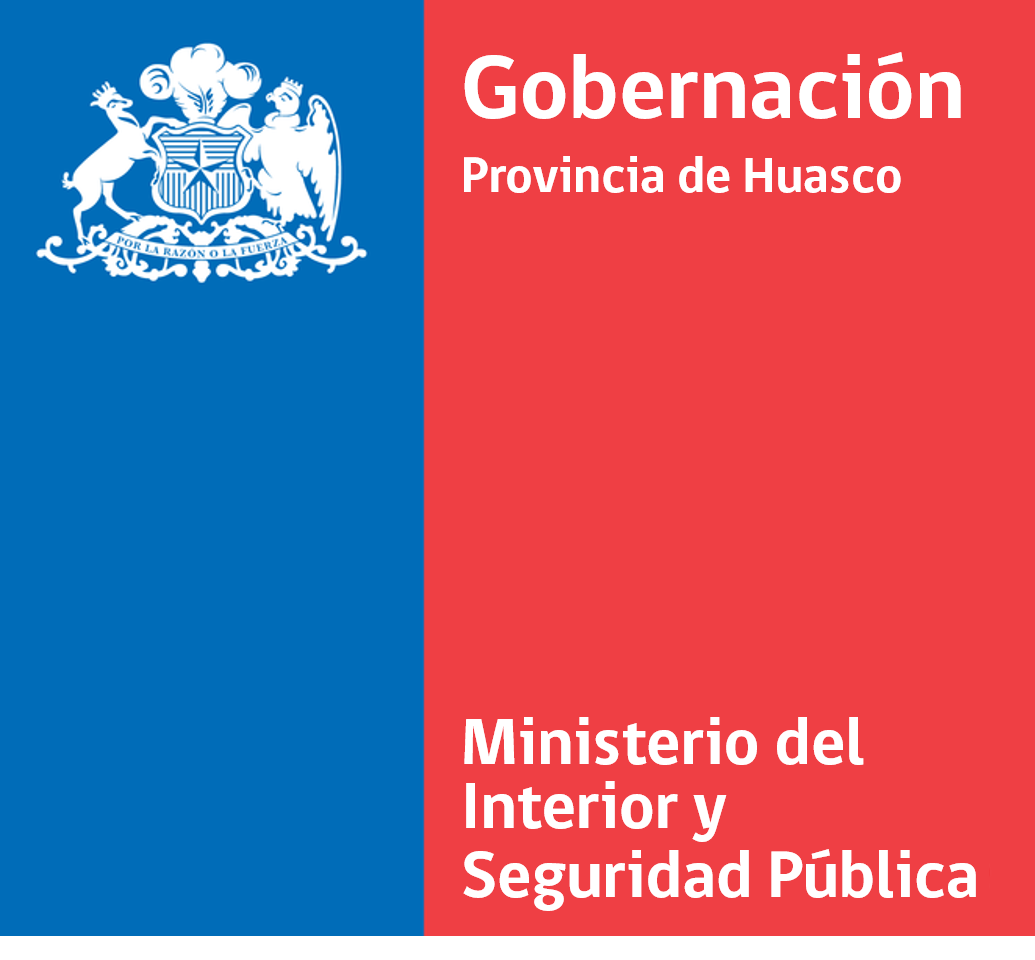
Logotipo de la Gobernación de la Provincia de Huasco hasta 2021.

Los siguientes fueron los gobernadores provinciales de Huasco.
| Gobernador(a)               | Partido             | Partido | Inicio                  | Final               | Presidente(a)           | Presidente(a)     |
| --------------------------- | ------------------- | ------- | ----------------------- | ------------------- | ----------------------- | ----------------- |
| Carlos Alfredo López Cortés |                     | PDC     | 11 de marzo de 1990     | 11 de marzo de 1994 |                         | Patricio Aylwin   |
| Carlos Alfredo López Cortés | 11 de marzo de 1994 | PDC     | 1997                    |                     | Eduardo Frei Ruíz-Tagle |                   |
| Yasna Provoste Campillay    |                     | PDC     | 1997                    | 11 de marzo de 2000 | Eduardo Frei Ruíz-Tagle |                   |
| Yasna Provoste Campillay    | 11 de marzo de 2000 | PDC     | 28 de diciembre de 2001 |                     | Ricardo Lagos           |                   |
| Armando Flores Jiménez      |                     | PRSD    | 28 de diciembre de 2001 | 11 de marzo de 2006 | Ricardo Lagos           |                   |
| Magaly Varas González       |                     | PS      | 11 de marzo de 2006     | 11 de marzo de 2010 |                         | Michelle Bachelet |
| Fernando Flores Fredes      |                     | RN      | 18 de marzo de 2010     | 18 de junio de 2012 |                         | Sebastián Piñera  |
| Berta Torres Licuime        |                     | RN      | 23 de julio de 2012     | 11 de marzo de 2014 |                         | Sebastián Piñera  |
| Alexandra Núñez Sorich      |                     | PDC     | 11 de marzo de 2014     | 21 de julio de 2017 |                         | Michelle Bachelet |
| Magaly Varas González       |                     | PS      | 21 de julio de 2017     | 11 de marzo de 2018 |                         | Michelle Bachelet |
| Patricio Urquieta García    |                     | RN      | 11 de marzo de 2018     | 18 de marzo de 2019 |                         | Sebastián Piñera  |
| Nelly Galeb Bou             |                     | RN      | 20 de mayo de 2018      | 14 de julio de 2021 |                         | Sebastián Piñera  |

### Delegados Presidenciales Provinciales (Desde 2021)

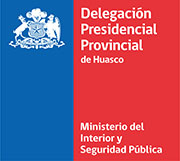
Logotipo de la Delegación Presidencial Provincial de Huasco desde 2021.

Nuevo cargo que reemplaza la figura de Gobernador provincial
| Delegado(a)              | Partido | Partido | Inicio                 | Final                  | Presidente(a) | Presidente(a)    |
| ------------------------ | ------- | ------- | ---------------------- | ---------------------- | ------------- | ---------------- |
| Nelly Galeb Bou          |         | RN      | 14 de julio de 2021    | 11 de marzo de 2022    |               | Sebastián Piñera |
| Rodrigo Loyola Morenilla |         | PPD     | 11 de marzo de 2022    | 2 de diciembre de 2023 |               | Gabriel Boric    |
| Karina Zárate Rodriguez  |         | PPD     | 2 de diciembre de 2023 | En el cargo            |               | Gabriel Boric    |
| Karina Zárate Rodriguez  |         | PPD     | 2 de diciembre de 2023 | En el cargo            |               | Gabriel Boric    |